# Альхесирас (бухта)
Бухта Альхесирас или Гибралтарский залив — залив на юге Пиренейского полуострова. Имеет размер примерно 8 на 10 км, площадь 75 км² глубину до 400 м. Южная часть залива соединяется с Гибралтарским проливом и Средиземным морем.
Названия заливу даны по испанскому городу Альхесирас и по британскому владению Гибралтар. Альхесирас расположен на западном побережье залива, Гибралтар — напротив него на восточном у западного склона Гибралтарской скалы.
Испанское побережье залива густо населено. Помимо Альхесираса здесь расположены города Лос-Барриос, Сан-Роке и Ла-Линеа-де-ла-Консепсьон. Гибралтару принадлежит лишь малая часть побережья.
Залив на протяжении веков играл важное военное значение. Здесь происходили морские сражения, например, между французской и английской эскадрами в 1801 году. Во время Первой и Второй мировых войн в заливе находилась точка сбора транспортных конвоев, осуществлявших снабжение войск на Средиземноморье.